# Davor Božinović
Davor Božinović (Zagabria, 27 dicembre 1961) è un politico e diplomatico croato, ministro degli interni e vice primo ministro nel governo croato dal 2017. Ha inoltre occupato la carica di ministro della difesa dal 2010 al 2011.